# Prolagus sardus
Prolagus sardus és una espècie extinta de lagomorf de la família dels prolàgids. Visqué a les illes mediterrànies de Sardenya i Còrsega des de principis del Plistocè fins que s'extingí a finals del segle xviii o principis del segle xix. Els autors sards antics el descrigueren com un «conill gegant sense cua». Es creu que els nurags, un poble antic de Sardenya, el consideraven un menjar exquisit.